# Discografia de Los Hermanos
A discografia dos Los Hermanos contém quatro álbuns de estúdio, dois álbuns ao vivo, um box set e dois DVDs.

## Álbuns

### Álbuns de estúdio
| Ano  | Álbum               | Detalhes                                                                 | Certificações (vendas certificadas) | Vendas        |
| ---- | ------------------- | ------------------------------------------------------------------------ | ----------------------------------- | ------------- |
| 1999 | Los Hermanos        | - Lançamento: 1999 - Formato: CD - Gravadora: Abril Music                | - PMB: Ouro                         | - : + 300.000 |
| 2001 | Bloco do Eu Sozinho | - Lançamento: 23 de julho de 2001 - Formato: CD - Gravadora: Abril Music |                                     | - : 40.000    |
| 2003 | Ventura             | - Lançamento: 2003 - Formato: CD - Gravadora: BMG                        | - PMB: Ouro                         | - : 100.000   |
| 2005 | 4                   | - Lançamento: 2005 - Formato: CD - Gravadora: Sony BMG                   | - PMB: Ouro                         | - : 67,000    |

### Álbuns ao vivo
| Ano  | Álbum                                                    | Detalhes                                                                        |
| ---- | -------------------------------------------------------- | ------------------------------------------------------------------------------- |
| 2004 | Los Hermanos no Cine Íris - 28 de Junho de 2004          | - Lançamento: 2004 - Formato: DVD - Gravadora: BMG                              |
| 2008 | Los Hermanos na Fundição Progresso - 09 de Junho de 2007 | - Lançamento: 29 de agosto de 2008 - Formato: CD, DVD - Gravadora: Sony BMG     |
| 2020 | Los Hermanos 2019                                        | - Lançamento: 14 de maio de 2020 - Formato: Streaming - Gravadora: Independente |

### Box sets
| Ano  | Álbum        | Detalhes                                                                      |
| ---- | ------------ | ----------------------------------------------------------------------------- |
| 2011 | Los Hermanos | - Lançamento: 2011 - Gravadora: Sony Music - Formato: Box set (4 CDs + 1 DVD) |

## Singles
| Ano  | Single                    | Álbum               |
| ---- | ------------------------- | ------------------- |
| 1999 | Anna Júlia                | Los Hermanos        |
| 1999 | Primavera                 | Los Hermanos        |
| 2000 | Quem Sabe                 | Los Hermanos        |
| 2001 | Todo Carnaval Tem Seu Fim | Bloco do Eu Sozinho |
| 2001 | Sentimental               | Bloco do Eu Sozinho |
| 2003 | Cara Estranho             | Ventura             |
| 2003 | O Vencedor                | Ventura             |
| 2003 | Último Romance            | Ventura             |
| 2005 | O Vento                   | 4                   |
| 2005 | Condicional               | 4                   |
| 2005 | Morena                    | 4                   |
| 2019 | Corre, Corre              | apenas single       |